# Caloplaca stanfordensis
Caloplaca stanfordensis är en lavart som beskrevs av Hugo Magnusson. Caloplaca stanfordensis ingår i släktet orangelavar och familjen Teloschistaceae.   Inga underarter finns listade i Catalogue of Life.